# Simone Rau e Requesens
Simone Rau e Requesens (Palermo, 18 luglio 1609 – Patti, 20 settembre 1659) è stato un vescovo cattolico e poeta italiano.

## Biografia
Della famiglia dei marchesi della Ferla, nacque a Palermo il 18 luglio 1609 e, in ossequio alla legge del maggiorascato, fu avviato alla carriera ecclesiastica. Allievo di Francesco Balducci, e membro dell'Accademia dei Riaccesi a Palermo, coltivò le lettere e soprattutto la poesia in italiano e in siciliano.
Parroco della Kalsa a Palermo, fu coinvolto nei moti contro la Spagna del 1647-48; recluso nel carcere dello Steri e in quello di Castellammare, mentre gli altri congiurati furono processati e uccisi, lui fu inviato a Madrid, ufficialmente per discolparsi davanti all'imperatore, in realtà per essere ricompensato di una più che probabile delazione che aveva permesso di scoprire la congiura e conoscere fautori e partecipanti.
Simone Rau si fermò a Madrid come cappellano regio per dieci anni circa, ebbe un appannaggio annuo di 500 ducati come priore di S. Croce in Messina e rientrò in Sicilia nell'estate del 1658 col doppio incarico di Nunzio apostolico di Alessandro VII e vescovo di Patti città in cui, dopo alcuni mesi di sosta nella città dello Stretto, fece il suo ingresso il 31 gennaio 1659; malaticcio e naturalmente incline alla melanconia, visse pochi mesi tra Patti e Tindari, tormentato da angoscia e rimorsi che riversava nelle sue poesie; morì a Patti il 19 settembre 1659 e fu seppellito in cattedrale.

## Opere
Oltre alle Rime, il Mongitore elenca Canzoni Siciliane Sacre, Poemetti Varij, una Tragedia di Christo N. S. e Lettioni Filosofiche sopra varie materie, particolarmente sopra Galileo Galilei.
Una raccolta di poesie in italiano e siciliano fu pubblicata postuma a Venezia nel 1672 e, in seguito, nel 1690 e nel 1782 a Napoli.
Le Rime sono raggruppate in toscane e siciliane. La metrica è varia per le prime (canzoni, sonetti, canzonette, ballate), standard per le altre (ottava); le rime toscane sono distinte in amorose, eroiche, lugubri, morali, varie, sacre, cui si aggiungono i frammenti; senza distinzione di genere le 168 ottave di endecasillabi a rima alternata in dialetto.
Venata di profonda mestizia, di nostalgie e rimorsi, la poesia del Rau trova la sua espressione migliore quando dimentica gli altri e gli applausi di corte, per cantare la sua angoscia e i suoi ricordi; ma è soprattutto nell'ottava siciliana che, libero dagli impacci delle composizioni di corte, egli ritrova se stesso e dà sfogo con sincerità alla sua meditazione sulla condizione umana segnata dal dolore, dalla vanità dei sentimenti e delle passioni, dall'ineluttabilità della morte. Il tema prevalente, amoroso, potrebbe suscitare meraviglia nella produzione poetica di un vescovo, ma è un tema obbligato in una raccolta di rime; nella poesia del Rau tuttavia non sembra che si possa ridurre il tema al solo topos letterario; a parte la quantità delle composizioni (oltre cento ottave delle siciliane oltre le amorose delle toscane) troviamo soprattutto nelle epigrafi indicazioni specifiche che ci autorizzano a pensare ad esperienze reali seppur controllate del poeta.
Con le ultime sette ottave siciliane, che possiamo chiamare sacre, il poeta manifesta apertamente i suoi rimorsi e, dopo aver cantato l’amore profano con i suoi crucci e le delusioni, canta quello sacro che gli offre un po’ di luce e di conforto, placando forse il tormento di un uomo – dice Sciascia – mondano, galante, malinconico e drammaticamente intricato alle cose politiche, che visse sempre e dovunque, a Palermo e a Madrid, a Messina e a Patti, tra i fasti della corte e nella solitudine della sua residenza o in carcere, come in esilio, coltivando tuttavia l’esigenza di affidare alla carta la sua angoscia e il suo canto.

## Genealogia episcopale
La genealogia episcopale è:
- Cardinale Guillaume d'Estouteville, O.S.B.Clun.
- Papa Sisto IV
- Papa Giulio II
- Cardinale Raffaele Riario
- Papa Leone X
- Papa Clemente VII
- Cardinale Antonio Sanseverino, O.S.Io.Hieros.
- Cardinale Giovanni Michele Saraceni
- Papa Pio V
- Cardinale Innico d'Avalos d'Aragona, O.S.Iacobi
- Cardinale Scipione Gonzaga
- Patriarca Fabio Biondi
- Papa Urbano VIII
- Cardinale Cosimo de Torres
- Cardinale Pier Luigi Carafa
- Cardinale Federico Sforza
- Vescovo Simone Rau e Requesens